# National Geographic (журнал)
Журнал «Не́шн(е)лджіоґре́фік» (англ. National Geographic, [ˈnæʃnəl ˌdʒiəˈɡræfɪk]; раніше — англ. The National Geographic Magazine, укр. Національний географічний журнал) — міжнародний науково-популярний часопис, офіційне видання Національного географічного товариства США. Логотипом часопису є жовта прямокутна рамка довкола титульної сторінки.
Перше число журналу вийшло друком у жовтні 1888 року. Зараз «Нешнл джіоґрефік» виходить 12 разів на рік. Видання доступне у традиційному друкованому, а також електронному інтернет-форматі. Спеціалізується на статтях з географії, природознавства, поточних подій, світової історії, науки, культури, тощо. Час від часу виходять спеціяльні випуски, присвячені якійсь одній темі чи країні. Матеріяли журналу вирізняються високоякісними ілюстраціями (фотографії, графічні малюнки, карти).
Журнал видається в багатьох країнах десятками мов. Перший наклад часопису (1888 р.) становив лише 217 примірників. У березні 2013 року журнал мав 38 мовно-регіональних версій, його загальний тираж сягнув. 8 млн примірників. У США щомісячний наклад видання становив. приблизно 5 млн. За статистикою, місячно часопис переглядає 360 мільйонів користувачів.
У 2015 році журнал був розповсюджений по всьому світу майже в 40 мовних варіантах, та мав глобальний тираж близько 6,5 мільйонів у місяць згідно з даними, що опубліковані The Washington Post. Цей тираж включає в себе тираж у США — 3,5 мільйона примірників.
З квітня 2013 по грудень 2014 «Нешнл джіоґрефік» виходив українською, головний редактор — Ольга Вальчишен, заступник — Дмитро Губенко.

## Історія

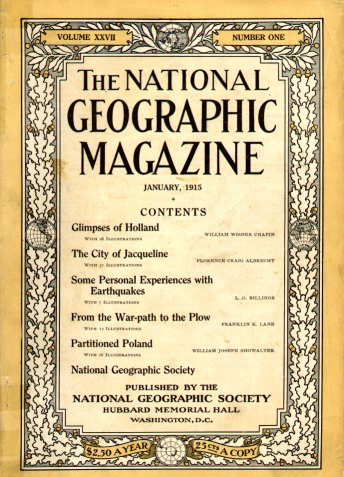
Обкладинка журналу за січень 1915 року

### «Колиска фотожурналістики»

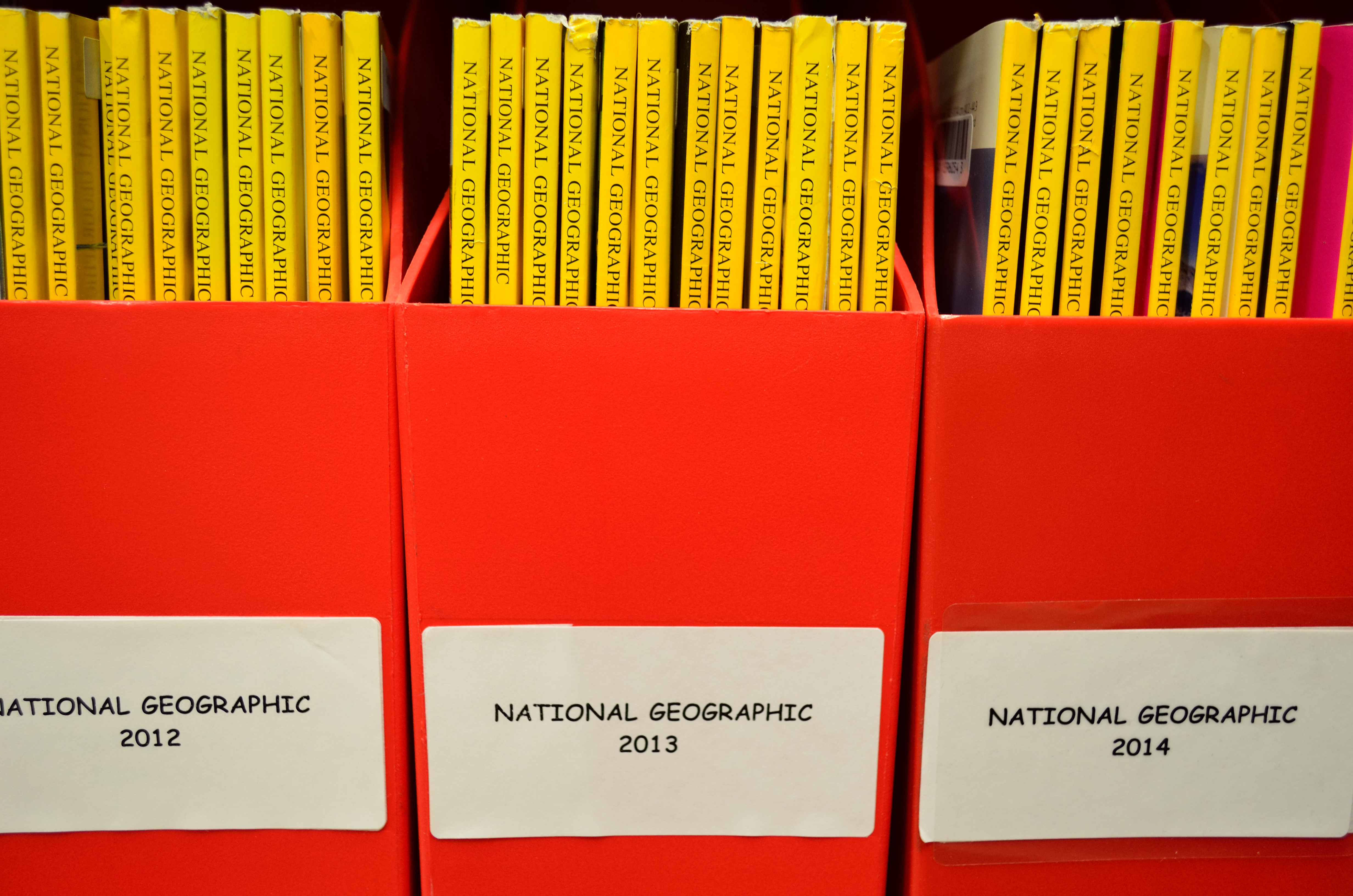
National Geographic у бібліотеці

Перший номер «The National Geographic Magazine»  вийшов друком у жовтні 1888 року, за дев'ять місяців після заснування товариства. На той час журнал мав темно-коричневу обкладинку та не мав жодної фотографії, і містив лише «старанні статті». За стилем це був науковий журнал, орієнтований на невелике коло професійних читачів. Журнал виходив нерегулярно, лише 1896 року «The National Geographic Magazine» став щомісячником. Починаючи з 1905 року, журнал набув популярнішого стилю, зросла кількість ілюстрацій. Того року одне з чисел журналу вийшло із безпрецедентною кількістю фотографій — вони займали близько однієї п'ятої загальної площі видання. 

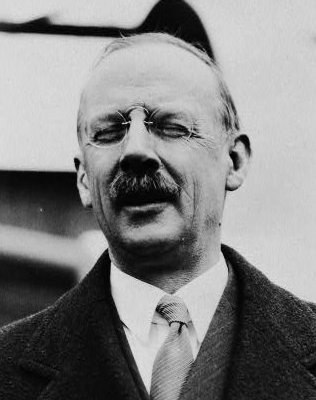
Багатолітній редактор журналу і «батько фотожурналістики», Ґілберт Ґроувенер

А в 1908 році світлини займали вже до 50 % площі журналу.
Усі ці зміни відбулися великою мірою завдяки Ґілберту Ґросвенору, головному редактору видання (з лютого 1903 р.), якого також вважають батьком фотожурналістики. У січневому випуску 1905 р. Ґросвенор заповнив 11 сторінок журналу фотографіями Лхаси в Тибеті. У липні 1906 р. Ґросвенор публікує піонерські флеш фотографії тварин, зроблені фотографом Джорджем Соросом в нічний час. Після цього  два члена Ради Національного географічного товариства подають у відставку, стверджуючи, що журнал перетворюється в «ілюстровану книгу.»
У 1910 р. на обкладинці журналу з'являється ілюстрація у формі листя дуба і лавра, жолудів і двох півкуль, це оформлення залишається постійним протягом наступних шести десятиліть. ПІсля цього наклад журналу досягає 74 000 примірників. У квітні 1913 р. після роботи, виконаної перуанською експедицією 1912 року, під егідою Єльського університету та Національного географічного товариства, видається стаття Хірам Бінгем про його дослідження Мачу-Пікчу — «В країні чудес Перу». У 1920 р. тираж журналу збільшується до 713 000 примірників. У травні 1923 р. виходить стаття присвячена єгипетській експедиції про скарби з місця поховання фараона під назвою «У гробниці Тутанхамона».
У 1926 р. штатний фотограф журналу Чарльз Мартін і вчений Лонглі зробили перші натуральні кольорові підводні знімки. У 1930 р. Мелвілл Белл Ґросвенор, син Ґілберта Ґросвенор робить перші натуральні кольорові аерофотознімки. За півстоліття очолювання журналом «The National Geographic Magazine» Ґілбертом Ґросвенором, наклад зріс від приблизно 10 тис. примірників у 1905 році до 2 млн копій в 1954 році.
Ґросвенор займав цю посаду до 1954 р. З 1957 р. по 1967 р. посада редактора «Нешнл джіогрефік» перейшла до Мелвілла, сина Ґілберта Ґросвенора.
Крім цього, «Нешнл джіогрефік» шанують за «книжкову якість» та високі стандарти фотографії. «The National Geographic Magazine» був також піонером кольорової фотографії. Журнал почав публікувати фотознімки в кольорі ще у 20-х роках XX століття, коли ця технологія була доволі рідкісною. З 1959 року фотографії почали з'являтися на обкладинках журналу.
У жовтні 1952 р., журнал публікує першу з багатьох підводних статей Жака-Ів Кусто. У серпні 1956 р. журнал публікує фотографії, зроблені на дуже великій глибині — 25 000 футів в глиб впадини в Атлантичному океані. У зв'язку з подією, екіпаж святкує встановлення рекорду (на Romanche Trench Voyage). У вересні 1959 р. після опублікування на обкладинці журналу «Нешнл джіогрефік» фотографії підрозділів ВМС США, обкладинка стає кольоровою. У вересні 1960 р. журнал «Нешнл джіогрефік» повідомляє про відкриття Луїс і Мері Лікі, людиноподібної істоти, вік якої становить більше 1750 тисяч років.
У грудні 1969 р. у журналі виходить стаття «Перші мандрівники про Місяць: Неймовірна історія Аполлона 11 в п'яти частинах». Відповідно до статті ілюструється обкладинка. У березні 1984 р. на обкладинці «Нешнл джіогрефік» з'являється голографічне зображення орла. У жовтні 1986 р. старший помічник редактора повідомляє після багатьох років про те, що Христофор Колумб відкрив Новий Світ в Самана Cay на Багамах. У 1989 р. липневий випуск присвячений двухсотріччю Франції.
У листопаді 1999 р. відбувається відкриття археолога Йохана Рейнхарда трьох заморожених мумій і унікальних артефактів інків в могилі на вершині гори Лулайлака, а також в Невадо Ампато, Анди, Перу. Зимове видання «Нешнл джіогрефік» у грудні 2001 р.  присвячено відкриттю Полом Серено викопних останків величезного крокодила, який мешкав 110 мільйонів років тому в Сахарі.
У червні 2008 р. видання ознаменовано статтею про відкриття Майком Паркером Пірсоном Стоунхенджа. 19 жовтня 2011 р. відкриті колосальні китові акули в районі острова Нова Гвінея. Завдяки зусиллям фотографа Карстена Пітера вдалося зафіксувати зображення вулкана Ньірагонго в Демократичній Республіці Конго.
19 грудня 2013 р. публікується звіт команди молодих альпіністів з північного узбережжя Оману, а 18 березня 2015 р. з'являються фотографії з космічного телескопа Хаббла.

## Головні редактори видання
На самому початку журнал мав одного «редактора» з 1888 по 1920 роки. з 1920 до 1967 посаду головного редактора займав Президент Національного географічного товариства. А вже з 1967 року журнал контролюється власним головним редактором.
- Джон Хайд (John Hyde): жовтень 1888 — 14 вересня 1900; головний редактор: 14 вересня 1900 — лютий 1903.
- Гілберт Гросвенор (Gilbert Hovey Grosvenor): асистент редактора: травень 1899 — 14 вересня 1900; керуючий редактор: 14 вересня 1900 — лютий 1903; головний редактор: лютий 1903 — 20 січня 1920; 21 січня 1920 — 5 травня 1954.
- Джон Олівер ЛаГорс (John Oliver LaGorce): 5 травня 1954 — 8 січня 1957.
- Мелвілл Белл Гросвенор (Melville Bell Grosvenor): 8 січня 1957 — 1 серпня 1967.
- Фредерік Восбург (Frederick Vosburgh): 1 серпня 1967 — жовтень 1970.
- Гілберт Мелвілл Гросвенор (Gilbert Melville Grosvenor): жовтень 1970 — липень 1980.
- Вілбур Гаретт (Wilbur E. Garrett): липень 1980 — квітень 1990.
- ВІльям Грейвс (William Graves): квітень 1990 — грудень 1994.
- Вільям Аллен (William L. Allen): грудень 1995 — січень 2005.
- Кріс Джонс (Chris Johns) — січень 2005 — квітень 2014)
- С'юзан Голдберг (Susan Goldberg) — квітень 2014 — нині.

## Тематика

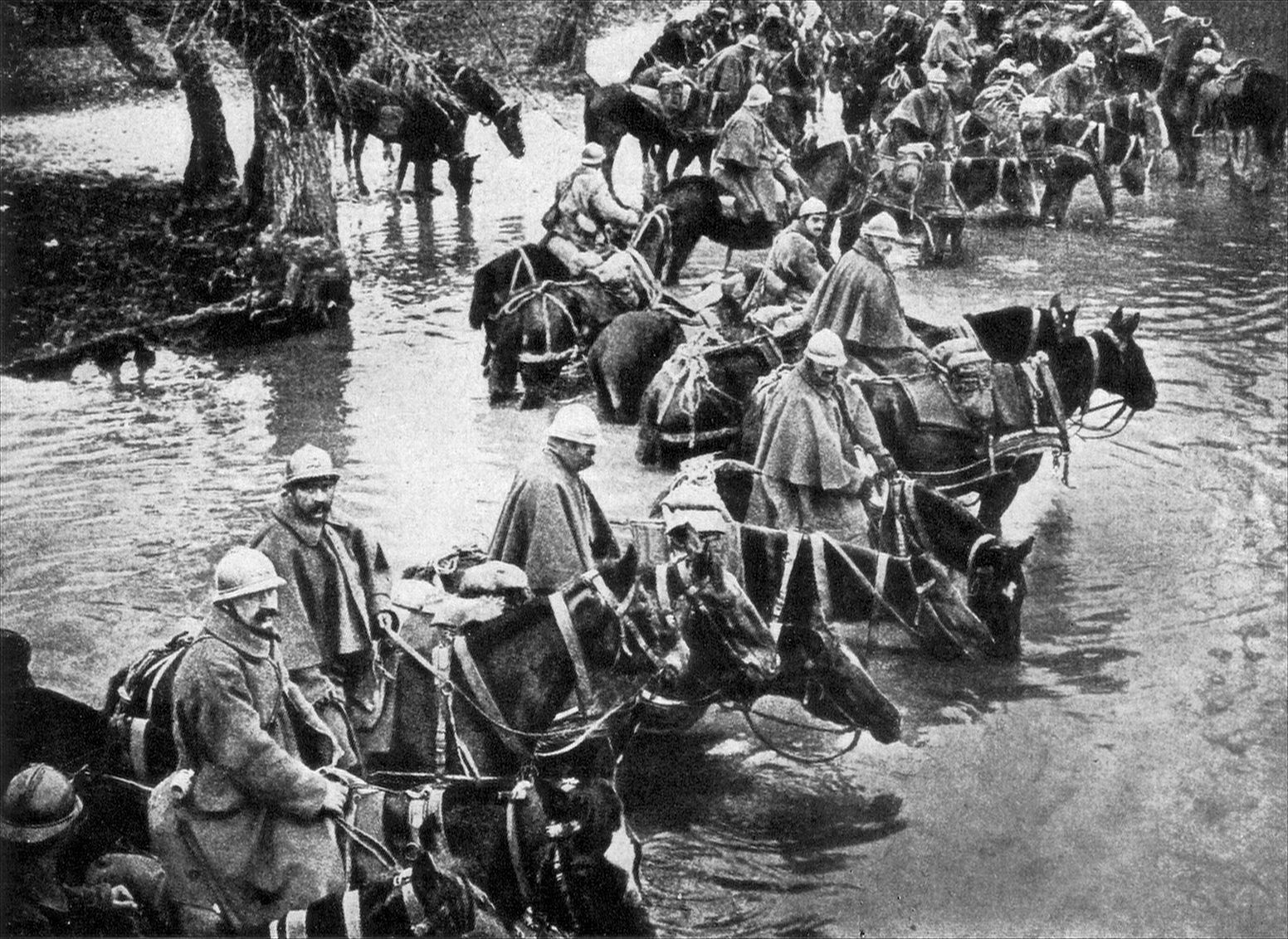
Захисники Вердена, 1917

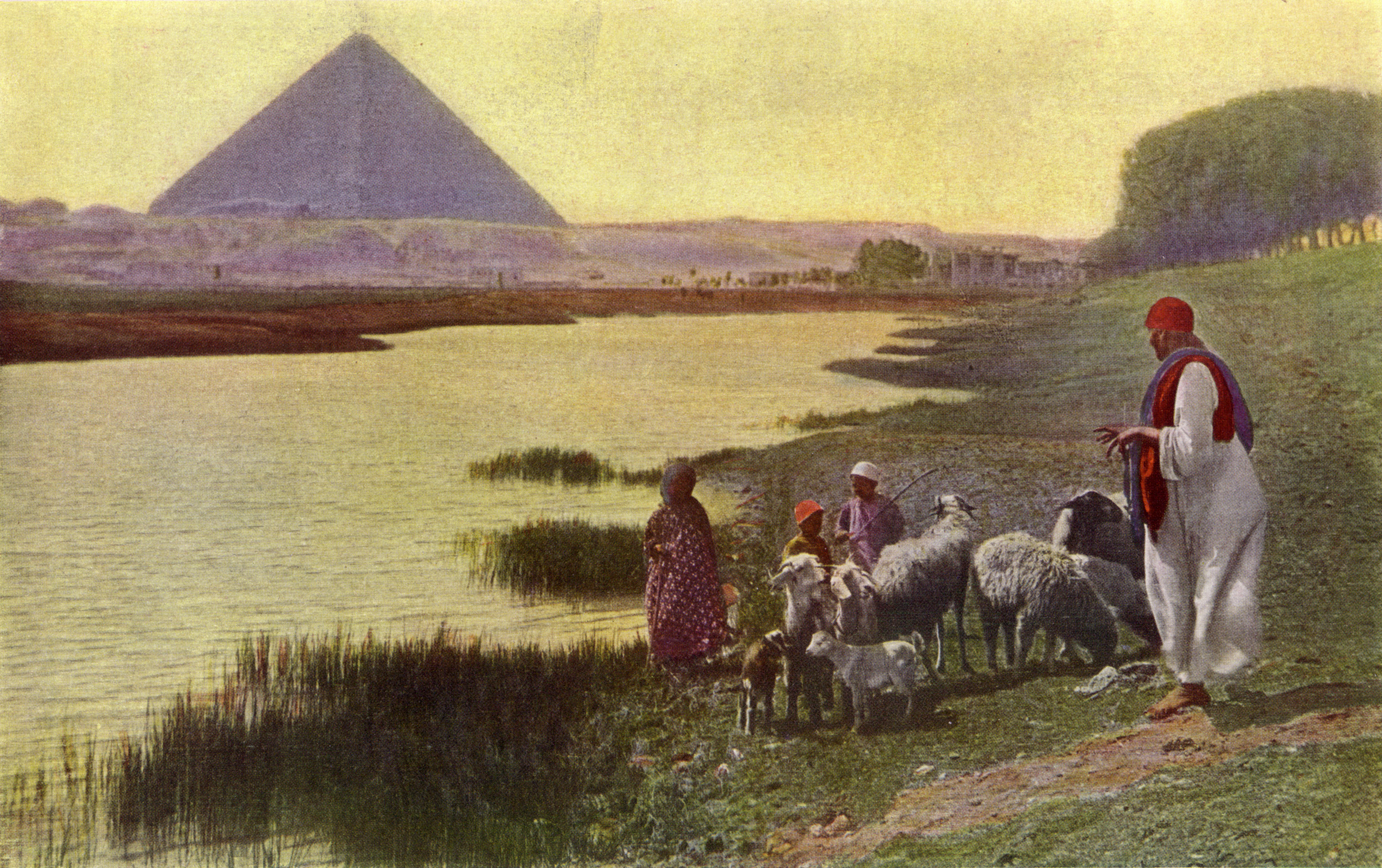
Ніл, Єгипет, 1917

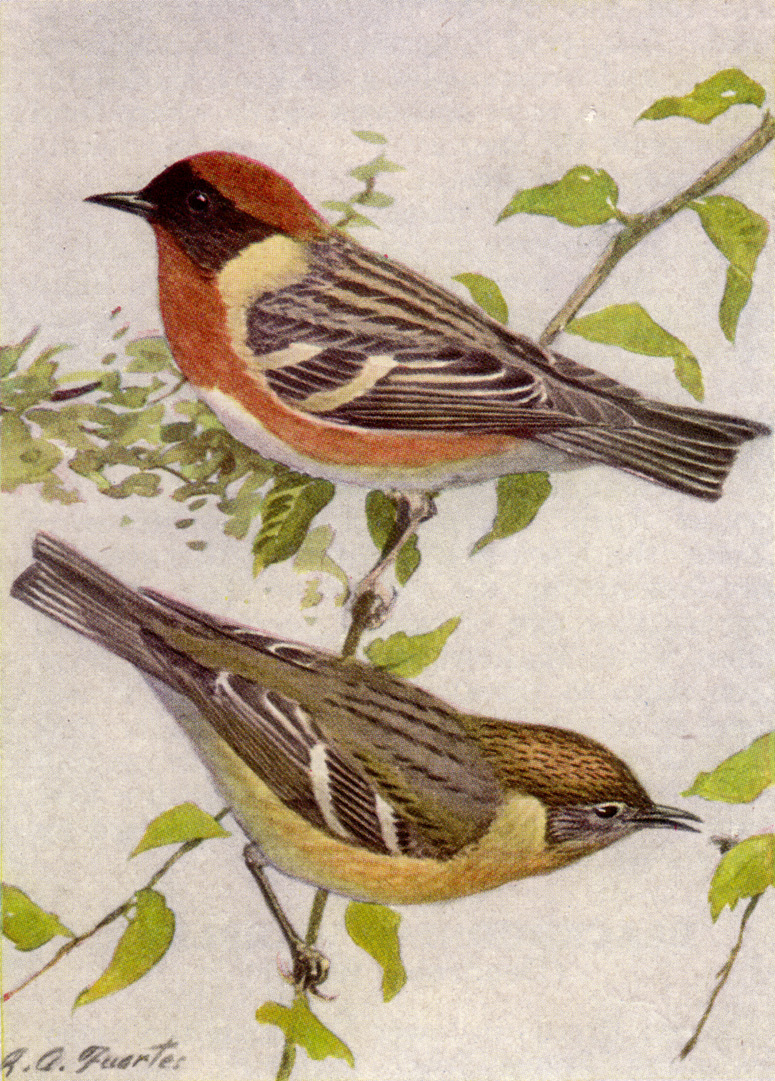
Пісняр-лісовик каштановий, 1917

Журнал відомий статтями про природу, історію, маловідомі та найвіддаленіші куточки світу. Чимало статей зосереджувалися на історії окремих країн, цивілізацій, пам'яток; були присвячені дослідженням природних ресурсів, рослинного й тваринного світу тощо. «Нешнл джіогрефік», мабуть, найвідоміше у світі видання з приголомшливими фотографіями, захоплюючими інфографіками та оригінальними ілюстраціями. Цей щомісячний журнал містить науково-популярні статті про дику природу, географію, історію, археологію, культуру, навколишнє середовище і т. д. «Нешнл джіогрефік» охоплює кожен куточок земної кулі, досліджує унікальний простір Всесвіту і вивчає незвідані глибини океанів. Під час Холодної війни журнал публікував чимало матеріалів з географії, етнографії країн і народів за Залізною завісою. В останні десятиріччя у «Нешнл джіогрефік» побільшало статей про захист довкілля, масове вирубування лісів, хімічне забруднення, глобальне потепління, вимираючі види тощо.
National Geographic Magazine ділиться вражаючими історіями зі своїми читачами. Завдяки найкращим світовим науковцям, фотографам, журналістам та кінематографістам «Нешнл джіогрефік» захоплює і розважає світову спільноту за допомогою телевізійних каналів, журналів, дитячих медіа, екскурсій, підручників, карт та різноманітних товарів. Разом із 21st Century Fox видавництво National Geographic реінвестувало 27 % надходжень, щоб допомогти фінансувати освітні та охоронні заходи Національного географічного товариства.

## Мовно-регіональні видання
Спочатку журнал, в основному, був доступний лише членам товариства, у вільному продажі його не було. Ситуація кардинально змінилася наприкінці XX ст., з початком випуску мовно-регіональних версій журналу. Перше видання журналу «Нешнл джіогрефік» іноземною мовою (японською) було опубліковане у 1995 році. У жовтні 1997 р. видання журналу «Нешнл джіогрефік» дебютує в Іспанії, а в жовтні 1998 р. «Нешнл джіогрефік» вже друкується на грецькій мові. У жовтні 2000 р. вперше виходить видання у Голландії. Листопад 2003 р. вперше виходить хорватське видання журналу. Листопад 2006 р. — з'являється видання у Сербії, а у 2007 р. — у Китаї.

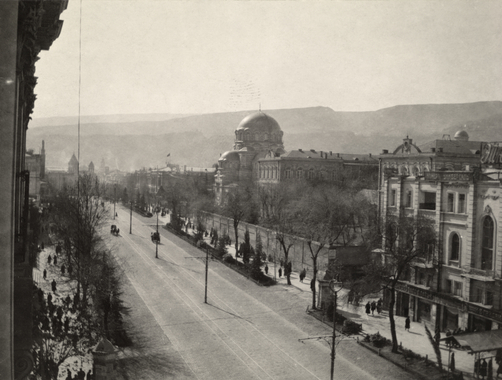
Тіфліс (Тбілісі) у «National Geographic Magazine» за 1920 рік. Грузинською мовою журнал побачив світ у 2012 р.

Останніми з'явилися локальні версії журналу литовською (жовтень 2009), арабською (жовтень 2010, виходить у 15 країнах Близького Сходу і Північної Африки), естонською (жовтень 2011),грузинською, латиською і монгольською (жовтень 2012), фарсі (листопад 2012), українською (квітень 2013).
Загалом, станом на квітень 2013 року, включно з англомовною, виходило 38 мовно-регіональних версій журналу: арабською, болгарською, грецькою, грузинською, данською, естонською, івритом (2), індонезійською, іспанською (2 — Іспанія та Латинська Америка), італійською, китайською (2 — КНР і Тайвань), корейською, латиською, литовською, монгольською, нідерландською, німецькою, норвезькою, польською, португальською (2 — Португалія і Бразилія), російською, румунською, сербською, словенською, тайською, турецькою, угорською, українською, фінською, хорватською, чеською, шведською та японською.

## «Нешнл джіогрефік» та Україна

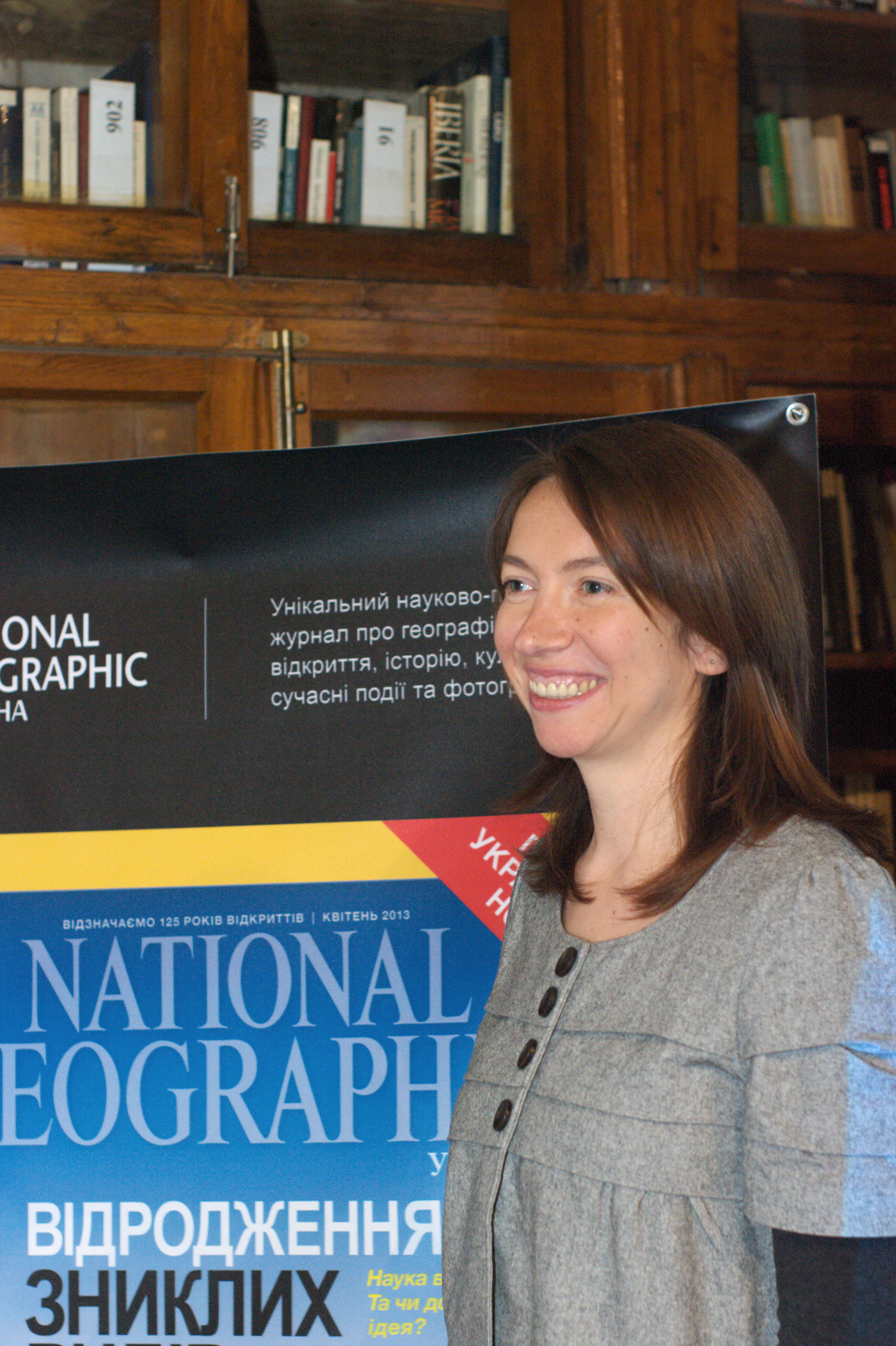
Ольга Вальчишен — головний редактор української версії журналу

Спроби створити українську версію журналу були прийняті ще у далекому 2008 році. Компанія «Національний книжковий проект» намагалася видавати в Україні передруки російського «Нешнл джіогрефік». Згодом ліцензію викупив Видавничий дім «Sanoma Media Україна».

Презентація першого українського журналу National Geographic

Цей видавничий дім планував вихід першого українського видання на грудень 2008 року. Але того року запустити видання не вдалося — через економічну кризу було укладено недостатньо угод із рекламодавцями і проект було визнано нерентабельним. Випуск ще декілька разів відкладався, а 2010 року було відкликано й саму ліцензію. Однак, у вересні 2012 знову повернулися до ідеї українського видання, і вже до початку 2013 року «Sanoma Media Україна» сформувала нову команду. Головним редактором було призначено Ольгу Вальчишен (раніше — Крижановська), заступником головного редактора став Дмитро Губенко. У квітні 2013 року вийшов перший випуск.
На жаль, українська версія журналу не змогла проіснувати довго. Вже у 2014 році медіахолдинг «Sanoma» (Фінляндія) вирішив припинити діяльність своїх активів в Україні. Таке рішення було прийнято у зв'язку з фінансовими проблемами самого холдингу та із важким станом ринку друкованих ЗМІ в Україні. Свою діяльність в Україні припинили такі видання як «Нешнл джіогрефік», «Esquire», «Men's Health», «Prevention» тощо. Онлайн-версії деяких видань ще продовжували існувати до січня 2015 року.

## «National Geographic Magazine» про Україну
На сайті видання можна знайти кілька ілюстрованих статей про подорожі Україною та про події в нашій країні. Одна із них «Is „Dark Tourism“ OK?» [Архівовано 8 жовтня 2017 у Wayback Machine.] присвячена сталкерству, або так званому «чорному туризму» до Чорнобиля.
Друга публікація на тему України має назву «Best Trips 2013: Crimea, Ukraine» [Архівовано 10 жовтня 2017 у Wayback Machine.] та присвячена красивим краєвидам українського Криму та узбережжя Чорного моря.
Публікація «Влада людей України у фотографіях»: стаття зі світлинами Анастасії Тейлор-Лінд про події зими 2013—2014 рр. у Києві, 24.02.2014.
У жовтні 2014 року статтю для National Geographic Ukraine (номер за жовтень 2014) написав Сергій Рижков. Вона була присвячена екологічній ситуації на озері Солоний Лиман.
31 січня 2017 року — стаття про нищівний вплив незаконного видобутку бурштину на дику природу Західної України, автор Джон Вендл, фотограф Брендан Гоффман.